# Fédération EUROPARC
 (mai 2025).
La Fédération EUROPARC est une organisation non gouvernementale indépendante visant à fédérer les aires protégées à travers l'Europe dans le but d'améliorer leur protection. Le bureau d'EUROPARC est basé à Ratisbonne depuis 2010, la fédération dispose également d'un bureau additionnel dans les locaux de l'UICN à Bruxelles. Europarc regroupe des aires protégées dans 41 pays (en 2019) mais aussi des organismes nationaux et des ONG.
L’objectif d’EUROPARC est de faciliter la coopération internationale dans le domaine de la conservation de la nature.

## Histoire
- La « fédération de la nature et des parcs nationaux » est fondé en 1973, à Bâle en Suisse, par 7 membres[3]. Elle déménage en Allemagne à Sarrebruck dans la même année[4] ;
- 1986 : la fédération recrute sa première salariée à temps plein : Eva Pongratz ;
- 1991 : le nom devient « Europarc federation » ;
- 1995 : l'ONG commence à travailler sur la rédaction de la charte du tourisme durable, la version finale est publiée en 2000 ;
- 2013 : 40e anniversaire, Europarc compte 400 membres originaires de 36 pays différents ;
- 2017 : Fedenature, l'association européenne des parcs périurbains, intègre Europarc, avec tout son réseau[5].

Entre septembre 2011 et 2014, la présidence de la Fédération EUROPARC est assurée par Thomas Hansson, qui présidait précédemment la section Nord-Baltique. Elle est ensuite assurée par Ignace Schops.
Sa directrice a été Carol Ritchie entre 2008 et 2025.

## Bureau et organisation administrative
Le président est assisté dans ses fonctions par 10 membres du Conseil, élus également lors de l'assemblée générale et qui représentent la diversité des adhérents. Depuis septembre 2009.
Les activités d'EUROPARC sont coordonnées par l'équipe technique avec un bureau principal basé à Ratisbonne en Allemagne et une représentation à Bruxelles dont la mission principale est de renforcer les liens avec les institutions européennes.

### Sections
La Fédération EUROPARC compte aujourd'hui huit sections nationales et régionales :
| Nom                                 | Pays                                                                         | Date                             | Membres |
| ----------------------------------- | ---------------------------------------------------------------------------- | -------------------------------- | --- |
| Section francophone                 | France, Luxembourg, la Suisse et la Wallonie (Belgique)                      | 2004 (France) 2020 (Francophone) | 6 parcs nationaux français et la Fédération des parcs naturels régionaux de France. |
| Section des îles Atlantiques        | Irlande et Royaume-Uni                                                       | 1991                             | 45 membres (en 2025). |
| Section Nord-Baltique               | Norvège, Suède, Finlande, Danemark, Lituanie, Lettonie, Estonie et d'Islande | 2003                             | 57 membres (en 2025). |
| Section italienne                   | Italie                                                                       | 1997                             | Elle est représentée depuis juin 2008 par Federparchi, la Fédération italienne des parcs et réserves italiennes, qui compte 127 membres : parcs naturels régionaux et nationaux, réserves naturelles régionales et nationales, aires marines protégées.       |
| Section espagnole                   | Espagne                                                                      | 1993                             | 26 institutions impliquées dans la planification et la gestion des espaces protégés en Espagne : Ministère de l'environnement, régions et communautés autonomes et certaines grandes agglomérations (données 2025).                                           |
| Section Europe centrale et de l'est | Bulgarie, Croatie, Hongrie, Pologne, Slovénie, Slovaquie et Tchéquie         | 2015                             | 28 membres: dont les quatre parcs nationaux tchèques, l'Agence pour la conservation et la protection du paysage, la Faculté des sciences et l'université Palacky à Olomouc.                                                                                   |
| Section allemande                   | Allemagne                                                                    | 1991                             | 76 membres dont les parcs nationaux, les parcs naturels et les réserves de biosphères allemandes, rassemblés sous l'appellation "Paysages naturels nationaux", ainsi que les structures qui s’engagent pour la sauvegarde et la valorisation des patrimoines. |
| Section des pays bas                | Pays-Bas et Flandre (Belgique)                                               | 2013                             | 20 membres (en 2025). |

### La section francophone
La section française est représentée au Conseil par son vice-président, Dominique Lévêque qui est également président du parc naturel régional de la Montagne de Reims et vice-président de la Fédération des Parcs naturels régionaux de France.

## Missions et objectifs
Ce réseau permet l'échange d'expérience entre gestionnaire d'espaces naturels protégés à l'échelle européenne. Par ailleurs c'est le porte-parole des aires protégées auprès de la Commission européenne.
Les projets principaux d'Europarc sont la création d'une charte européenne du tourisme durable qui est mise en place et continue d'être complétée, la mise en place et la coordination d'aires protégées transfrontalières, « le réseau des rangers junior » et le partage de compétences entre les membres du réseau.